# 24 Horas de Le Mans 1966
Las 24 Horas de Le Mans de 1966 fueron el 34.º Gran Premio de Resistencia y se llevaron a cabo los días 18 y 19 de junio de 1966. También fue la séptima prueba de la temporada del Campeonato Mundial de Automóviles Deportivos de 1966. Esta fue la primera victoria general en Le Mans para el Ford GT40, así como la primera victoria general para un constructor estadounidense. También fue la primera salida en Le Mans de dos pilotos importantes: Henri Pescarolo, quien luego estableció el récord de más largadas en Le Mans; y Jacky Ickx, cuyo récord de seis victorias en Le Mans se mantuvo hasta que fue derrotado por Tom Kristensen en 2005.

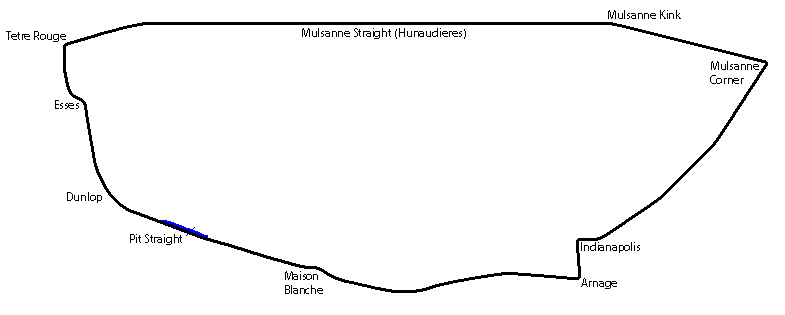
Le Mans en 1967

## Regulaciones
1966 vio la llegada de un nuevo conjunto de normas de la CSI (Comisión Sportive Internationale - el cuerpo de regulaciones de la FIA) - la FIA Anexo J, la redefinición de las categorías de los deportes de motor en una lista por orden numérico. Los autos GT eran ahora el Grupo 3 y los Prototipos ahora son el Grupo 6. Dos nuevas clases de coches deportivos fueron el Grupo 4 y el Grupo 5 para los 'Coches deportivos especiales' (los turismos cubiertos del Grupo 1 y 2, el Grupo 7 condujo a la serie Can-Am, y el Grupo 8 y 9 para los monoplazas).
Como el Grupo 7 no era elegible para los eventos de la FIA, el Automobile Club de l'Ouest (ACO) abrió su lista de inscritos al Grupo 3, 4 y 6. La FIA ordenó series de producción mínima anual de 500 autos para el Grupo 3 (frente a los 100 anteriores) y 50 para el Grupo 4,  que también tenía una capacidad máxima de motor de 5000cc. No había límites de motor en los GT o Prototipos. Como antes, los Grupos se dividieron en clases según el tamaño del motor, había una escala móvil de un peso mínimo basado en el tamaño creciente del motor (de 450 a 1000 kg para 500 a 7000 cc) al igual que la capacidad del tanque de combustible (60 a 160 litros).
Junto con el nuevo Apéndice J, después de cuatro años de enfoque en las carreras de GT, la FIA anunció el Campeonato Internacional de Fabricantes, para Prototipos del Grupo 6 (2L /> 2L), y el Campeonato Internacional de Automóviles Deportivos para el Grupo 4 (1.3L / 2L / 5L).

## Entradas

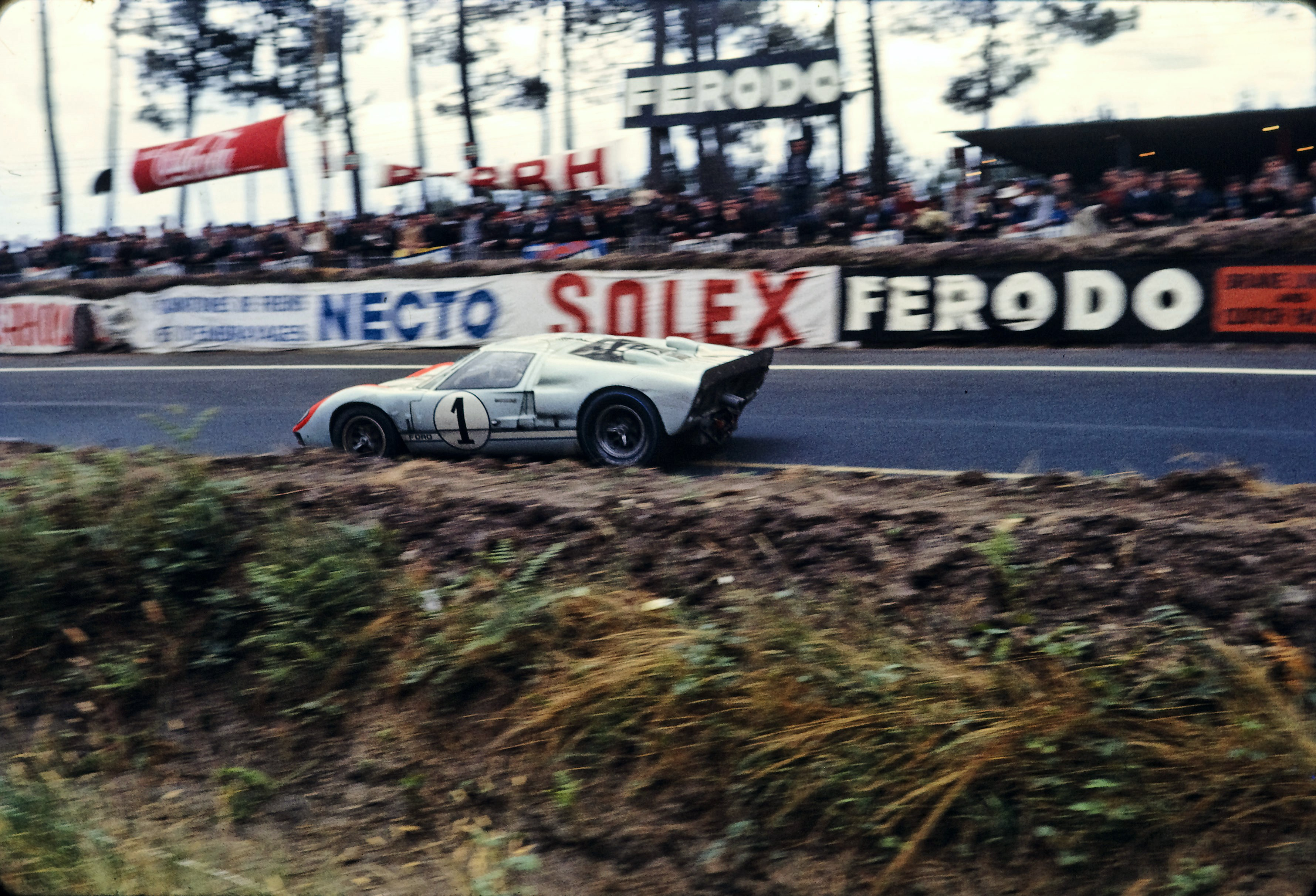
Ford GT40 Mark II

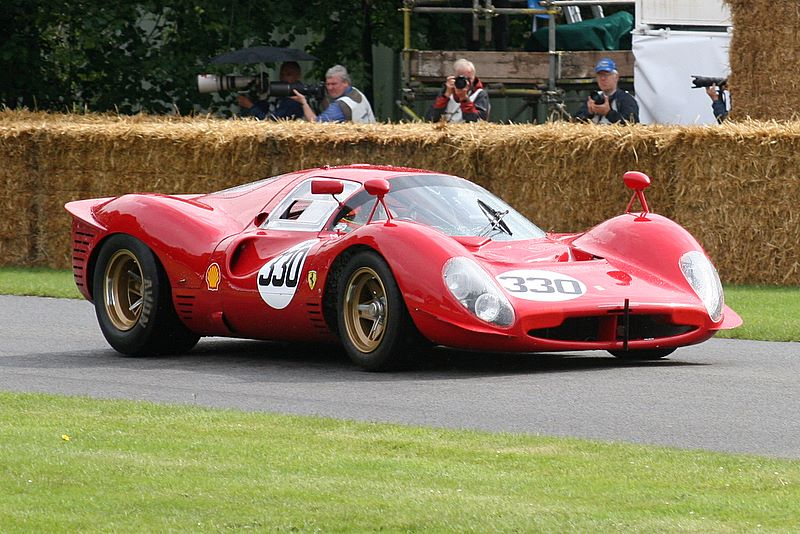
Ferrari 330 P3

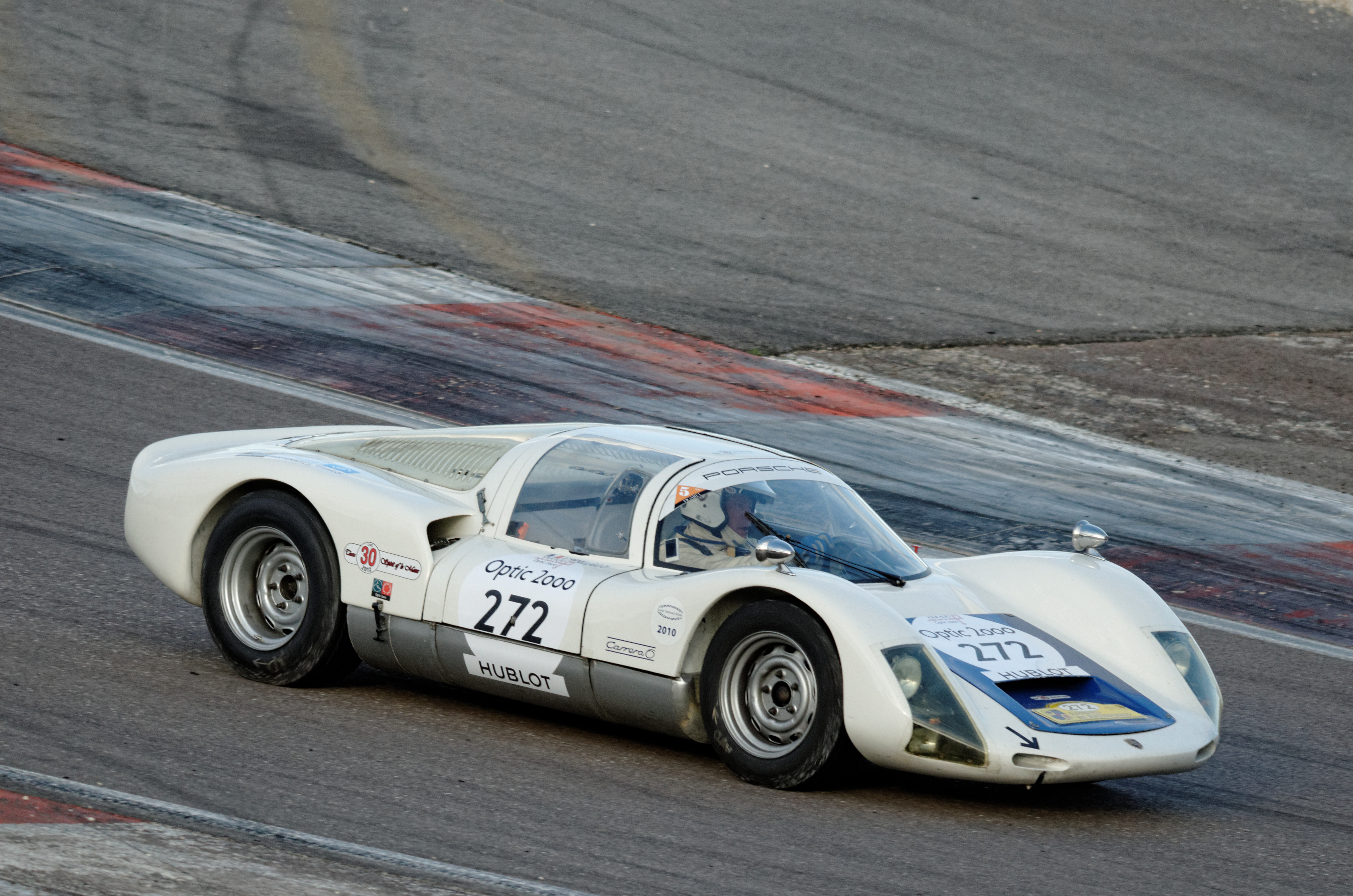
Porsche 906 Carrera

Con las nuevas regulaciones de este año, la ACO recibió 103 solicitudes de entrada enormes. Tal fue el interés en el Grupo 6 que había 43 prototipos en la parrilla de salida y solo 3 coches GT:
| Categoría        | Clases     | Prototipo Grupo 6 | Deportes Grupo 4 | GT Grupo 3     | Total entradas   |
| ---------------- | ---------- | ----------------- | ---------------- | -------------- | ---------------- |
| Grandes motores  | 2.5 - 7.0L | 21                | 5 (+3 reservas)  | 1 (+1 reserva) | 27 (+4 reservas) |
| Motores medios   | 1.6 - 2.0L | 12                | 1 (+1 reserva)   | 2              | 15 (+1 reserva)  |
| Pequeños motores | 1.0 - 1.3L | 13 (+2 reservas)  | 0                | 0              | 13 (+2 reservas) |
| Total de coches  |            | 46 (+2 reservas)  | 6 (+4 reservas)  | 3 (+1 reserva) | 55 (+7 reservas) |

Después de 2 años de su programa de 3 años, Ford tenía muy poco que mostrar por su inmensa inversión. Se realizó un trabajo extenso en el túnel de viento y se mejoraron los frenos, el manejo y el motor, entre otras cosas mejorando la economía de combustible. El gran motor de 7 litros ahora produce 475 CV. Pero el año nuevo comenzó prometedor con Ken Miles y Lloyd Ruby ganando las 24 Horas inaugurales de Daytona y luego las 12 Horas de Sebring Copiando la táctica de Ferrari de números abrumadores, pusieron a quince participantes del Mark II; ocho fueron aceptadas por la ACO. Esta vez seis fueron construidos y preparados por Shelby American. Shelby manejó tres autos para los estadounidenses Dan Gurney y Jerry Grant, Miles ahora estaba emparejado con el neozelandés Denny Hulme después de que Ruby se lesionara en un accidente aéreo un mes antes. El tercer coche fue el emparejamiento kiwi de Bruce McLaren y Chris Amon. Holman & Moody, el exitoso equipo de carreras Ford NASCAR, se incorporó para competir con otro trío: Mark Donohue/Paul Hawkins, Ronnie Bucknum/Dick Hutcherson, and Lucien Bianchi/Mario Andretti. Una de las grandes mejoras que aportó Holman & Moody fue un sistema de pastillas de freno de cambio rápido para ahorrar tiempo en boxes.
El equipo británico Alan Mann Racing tenía dos coches preparados por Ford Advanced Vehicles, para Graham Hill/Dick Thompson y John Whitmore/Frank Gardner. Cada uno de los ocho autos fue pintado en un color de la gama de autos de carretera Mustang.
La respuesta de Ferrari al Mk II fue el nuevo Ferrari 330 P3. Más corto y ancho que el P2, mantuvo el mismo motor de 4 litros pero con inyección de combustible ahora produce 420 CV. El equipo de fábrica tenía un par de versiones de cabina cerrada para John Surtees/Ludovico Scarfiotti y los antiguos ganadores Lorenzo Bandini/Jean Guichet. Se entregó una variante de cabina abierta al North American Racing Team (NART) para Pedro Rodríguez/Richie Ginther. Pero su preparación para la carrera se había visto limitada por la huelga en Italia.
NART también entró en un P2 de cola larga, modificado por Piero Drogo y conducido por el ganador del año pasado Masten Gregory con Bob Bondurant. ambién hubo híbridos P2/P3 para Ecurie Francorchamps (Dumay/"Beurlys") y Scuderia Filipinetti (Mairesse/Müller. Finalmente hubo un P2 Spyder para Maranello Concessionaires (Attwood/Piper). Luchando en los dos frentes, la compañía también se enfrentó a Porsche en la clase de 2 litros con su Dino 206 S con un par de NART y otro para Maranello. Nino Vaccarella, ganador de la carrera en 1964, estaba furioso cuando se enteró de que había sido "degradado" para conducir el Dino en lugar del P3 y amenazó con marcharse, pero al final lo hizo.
Chevrolet fue el otro jugador en la clase de más de 2 litros. El ex ingeniero de Ferrari, Giotto Bizzarrini se había peleado con Renzo Rivolta y con su propia empresa trajo su nuevo diseño, el P538, pero todavía usaba el motor Chevrolet 5.3L. El otro Chevy Chaparral 2D era del  tejano Jim Hall. El bloque pequeño de 5.3L producía 420 CV y tenía una transmisión semiautomática. Conducidos por Phil Hill y Jo Bonnier, tuvieron un gran impacto al ganar la ronda de Nürburgring solo dos semanas antes.
Porsche llegó con un nuevo modelo: el 906 diseñado por el equipo dirigido por Ferdinand Piëch. Con el motor flat-6 de 2.0L del 911, recientemente había sido homologado para el Grupo 4 con los 50 autos necesarios. También fue probado en carrera, después de ganar la Targa Florio el mes anterior. Sin embargo, el equipo de fábrica también presentó tres prototipos de langheck (cola larga), conducidos por Hans Herrmann/Herbert Linge, Jo Siffert/Colin Davis y Udo Schütz/Peter de Klerk.
Alfa Romeo, y su equipo de trabajo Autodelta, se habían retirado de las carreras durante un año para preparar un nuevo automóvil para 1967. Pero este año, un nuevo fabricante importante entró en la refriega: Matra había comprado Automobiles René Bonnet en 1964, rebautizando el Djet. Sin embargo, se introdujo un nuevo diseño. El M620 tenía una versión de 2 litros del motor BRM Fórmula 1 que desarrollaba 245 CV que podía igualar a los Porsche en velocidad, con 275 kp / h (170 mph). Los tres coches fueron conducidos por jóvenes y prometedores conductores franceses de monoplazas Jean-Pierre Beltoise/Johnny Servoz-Gavin, Jean-Pierre Jaussaud/Henri Pescarolo y Jo Schlesser con el galés Alan Rees.
Sorprendentemente, dado el dominio británico de la carrera apenas una década antes, solo había tres autos británicos en la carrera de este año. Los campeones defensores de su clase, Austin-Healey, tuvieron dos entradas oficiales. El otro era un kit-car Marcos Engineering basado en un chasis Mini Cooper 'S'. Ingresado por el francés Hubert Giraud y conducido por Jean-Louis Marnat y Claude Ballot-Lena, el equipo pudo obtener un motor de fábrica y una caja de cambios de BMC. Los espectadores se rieron del pequeño automóvil y su aparente parecido con una pulga. Pero el Mini Marcos se convertiría en el 'favorito de la multitud' más adelante en la carrera.
Alpine, después de su pobre desempeño el año anterior, regresó con 6 autos. El nuevo A210 tenía un motor Gordini-Renault de 1.3L con una caja de cambios Porsche que lo hacía más duradero, aunque solo un poco más rápido, a 245 kp / h (150 mph). Este año, un nuevo equipo de clientes, el Ecurie Savin-Calberson, fue apoyado por Alpine, con el exganador del índice Roger Delageneste.
Charles Deutsch (CD) trajo su nuevo SP66 aerodinámico. El automóvil estaba propulsado por un motor Peugeot de 1130 cc, lo que marca el regreso de la compañía francesa que se vio por última vez en la carrera de 1938.  Otro competidor en los pequeños prototipos fue ASA. Originalmente un diseño de Ferrari de Carlo Chiti y Giotto Bizzarrini antes de su famosa salida de Ferrari, se vendió a la nueva empresa italiana y se actualizó con un motor de 1290 cc que da 125 CV. Se ingresaron dos autos, uno por ASA y otro por NART.
La nueva categoría del Grupo 4 comenzó a despertar interés ya que los primeros prototipos cumplían con los requisitos de homologación y producción. Hubo seis GT40 ingresados por equipos de clientes, con el motor 4.7L. Jochen Rindt, el ganador del año anterior, se había mudado de Ferrari a Ford, en el nuevo Canadian Comstock Racing Team. Se unieron a Ford France, Scuderia Filipinetti y los nuevos corsarios Scuderia Bear y Essex Wire . Junto a Skip Scott, propietario del equipo Essex Wire, estaba Jacky Ickx de 21 años en su debut en Le Mans.
En contra de ellos estaba el Ferrari 275 GTB modificado de Ed Hugus y el Equipe Nationale Belge corrió su 250 LM. Porsche también corrió tres 906 regulares en la categoría de deportes, dos entradas de fábrica y una para su importador de París, Toto Veuillet.
Con Shelby ahora totalmente concentrado en el programa Ford, los Cobra GT fueron abandonados. Solo hubo tres entradas GT: los equipos de clientes de Ferrari Ecurie Francorchamps y Maranello Concessionaires entraron ambos en un 275 GTB. La tercera fue una entrada silenciosa pero significativa: Jacques Dewes, siempre el pionero del privado, llevó el primer Porsche 911 a Le Mans. La producción de lo que se convertiría en el omnipresente automóvil de Le Mans había comenzado a fines de 1964 y el nuevo modelo 911 S tenía su motor 'bóxer' de 6 cilindros sintonizado a 160 CV.
Finalmente, en una subcompetencia propia, estuvo la carrera de neumáticos entre Firestone, Dunlop, y Goodyear.

## Práctica
Una vez más llovió en el fin de semana de pruebas de abril. Y una vez más hubo tragedia con un accidente fatal. El Ford del estadounidense Walt Hansgen golpeó el agua en la recta de boxes y se deslizó por el agua. Apuntó a la vía de escape al final de la recta, sin darse cuenta de que estaba bloqueada por un banco de arena, que golpeó a unos 190 km/h (120 mph). Llevado con heridas graves al hospital militar estadounidense de Orléans, murió cinco días después.
Una notable ausencia en el fin de semana de pruebas fue el equipo oficial de Ferrari. Chris Amon fue el más rápido en el fin de semana de pruebas en el Ford J-car experimental con una vuelta de  3:34.4 lap. Pero en la semana de la carrera, fue Gurney quien marcó la vuelta de calificación más rápida de 3: 30.6, un segundo más rápido que sus compañeros de establo Miles, Gardner y McLaren. Ginther fue quinto en el Ferrari más rápido con un 3: 33.0, con Parkes y Bandini en séptimo y octavo respectivamente. Phil Hill, en el Chaparral, disolvió la procesión Ford-Ferrari en el décimo.
Jo Siffert puso el Porsche 22 más rápido en la parrilla con 3: 51.0, con el Ferrari de Nino Vaccarella en el puesto 24 (3: 53.5) y el Matra de Jo Schlesser justo detrás (3: 53.5). Durante el fin de semana de pruebas, Mauro Bianchi había sorprendido a muchos en el Alpine de 1 litro, yendo tan rápido como el Ferrari Testa Rossas de 1959. El Alpine más rápido en la práctica fue Toivonen / Jansson (4: 20.1), muy por delante del mejor CD (Ogier / Laurent 4: 27.5) y de Austin-Healey (4: 45.1) y ASA (4: 49,8).
También hubo dos dramas significativos en la práctica. La noticia más importante fue la salida del piloto principal de Ferrari, John Surtees. Él y el gerente del equipo Eugenio Dragoni habían decidido que él, como el piloto de Ferrari más rápido y conduciendo con Mike Parkes, actuaría como la liebre para cebar y romper los Ford. También se estaba recuperando de un gran accidente el año anterior y lo entregaría a Scarfiotti si se cansaba demasiado. Sin embargo, durante la semana de la carrera, con la noticia de que el nuevo presidente de FIAT, Gianni Agnelli estaría en la carrera, Dragoni cambió el plan y puso a Scarfiotti (sobrino de Agnelli) en primer lugar. Surtees estaba furioso y se fue a Maranello para discutir su caso con Enzo Ferrari. No escuchado, Surtees, campeón del mundo de F1 de 1964 con Ferrari, abandona el equipo.
El segundo incidente fue más grave: Dick Thompson en el Alan Mann Ford Mk II chocó con Dick Holqvist, que iba mucho más lento en el Scuderia Bear Ford GT40 y se detuvo justo frente a él en Maison Blanche. Holqvist se escindió con graves daños, mientras que Thompson pudo regresar a boxes. Mientras reparaban el daño, los funcionarios le dijeron al equipo que estaban descalificados porque Thompson abandonó la escena de un accidente importante. Thompson insistió en que había informado a los oficiales de boxes y, en la audiencia, el director de carreras de Ford, Leo Beebe, amenazó con retirar todos los Ford. Fue apoyado por Huschke von Hanstein, quien también estaba preparado para retirarse del equipo Porsche. l final, el coche fue reinstalado aunque Thompson fue prohibido. Esto todavía representaba un problema para Ford, ya que carecían de pilotos de repuesto, con lesiones con A.J. Foyt, Jackie Stewart y Lloyd Ruby. Al final, el australiano Brian Muir, que estaba en Inglaterra, fue trasladado en avión a Francia. Hizo sus dos vueltas, la primera en Le Mans el día de la carrera por la mañana para calificar.

## Carrera

### Salida
En una tarde fresca y nublada, este año Henry Ford II fue el titular honorario. Las gotas de lluvia de última hora provocaron una ráfaga de cambios de neumáticos y algunos coches cambiaron de Firestone a Goodyear o Dunlop. Al final de la primera vuelta, los autos de Ford lideraron: Hill por delante de Gurney, luego Bucknum, Parkes en el Ferrari, seguido por el Ford de Whitmore, el Chaparral, luego los GT40 de Scott y Rindt. Hubo una emoción instantánea cuando Edgar Berney hizo girar su Bizzarrini en la línea de salida entre la multitud de autos que partían. Miles tuvo que entrar en boxes después de la primera vuelta para arreglar su puerta después de chocar con el Ford de Whitmore en la salida. También en boxes en la primera vuelta estaba Paul Hawkins, cuyo Ford se rompió la mitad del eje en la recta de Mulsanne y lo sacudió de costado a casi 350 km/h. El equipo de Holman & Moody tardó 70 minutos en repararlo, solo para que Mark Donohue hiciera volar el maletero trasero por el Mulsanne y descubriera que el diferencial había sufrido daños terminales.
En la tercera vuelta, Gurney tomó la delantera, que mantuvo hasta las primeras paradas en boxes. McLaren se estaba retrasando por la explosión de sus neumáticos, por lo que el equipo cambió silenciosamente de Firestones a Goodyears. Después de sólo 9 vueltas, el Ford de Rindt se estropeó el motor al final de la recta de Mulsanne, por lo que no habría una victoria consecutiva. Al final de la primera hora, los Ford estaban 1-2-3, con Gurney liderando por 24 segundos sobre Graham Hill y Bucknum. En cuarto lugar, 20 segundos más atrás, estaba el primer Ferrari NART, de Rodríguez. Mientras tanto, Miles había estado dando vueltas extremadamente rápidas, rompiendo el récord de vuelta y volviendo a subir al quinto lugar. Parkes fue sexto por delante de Bonnier en el Chaparral, que ya había sido doblado. Al cabo de una hora, Miles y Hulme habían tomado la delantera.
A las 8 p. m., solo Miles y Gurney Ford y el Ferrari de Rodríguez estaban en la vuelta del líder (# 64). Al anochecer empezó a lloviznar, lo que redujo la ventaja de potencia de los grandes Ford y permitió que los Ferraris se mantuvieran en contacto. Los Ford se retrasaron aún más, ya que varios eligieron cambiar las pastillas de freno antes de tiempo. Para entonces, los tres Dinos tenían problemas mecánicos, eliminando una amenaza para Porsche. Ocurrió un accidente importante cuando el CD de Jean-Claude Ogier se soltó por el aceite derramado en la torcedura de Mulsanne y fue golpeado con fuerza por François Pasquier en el NART ASA. Ambos autos chocaron contra la pared y se incendiaron, y Ogier fue llevado al hospital con dos brazos rotos.

### Noche
Después de 6 horas, llovía a cántaros. El Ferrari NART de Ginther lideraba desde Parkes, perseguido por los Ford de Miles y Gurney en la misma vuelta, McLaren una vuelta atrás y Bandini y Andretti dos vueltas atrás. Pero Andretti pronto fue dejado de lado con una junta de cabeza rota, al igual que el Ford Hill / Muir que se había roto la suspensión delantera al salir de la esquina de Arnage. A medida que amainó la lluvia, los Ford de Miles y Gurney volvieron a tomar la delantera. Justo antes de la medianoche, Robert Buchet se deslizó por la cima del puente Dunlop y estrelló el Porsche francés. El Chaparral había estado funcionando bien al principio, llegando hasta el quinto, hasta que un alternador roto los detuvo también justo antes de la medianoche mientras corría en el octavo lugar.
Otro fuerte aguacero a las 12.30 contribuyó a un gran accidente en las Esses. Guichet acababa de hacer girar su Ferrari bajo la lluvia y se escapó cuando llegó Buchet y estrelló su Porsche. Entonces el Matra de Schlesser se topó con el CD de Georges Heligouin evitando el accidente. Mientras se limpiaban los daños, Scarfiotti estrelló su P3 contra el Matra y los cuatro coches quedaron destrozados, aunque solo Scarfiotti fue trasladado al hospital, con pequeños hematomas.
Durante la noche, los Ferrari comenzaron a sufrir un sobrecalentamiento. Cuando el NART P3 se retiró del cuarto lugar con una caja de cambios rota a las 3 a. m., y el auto Filipinetti de Mairesse/Müller del quinto una hora más tarde, el desafío de Ferrari se agotó: no habría salvadores privados para la marca este año. A mitad de camino, los Ford Mk II ocuparon los 4 primeros lugares (Miles/Hulme, Gurney/Grant, McLaren/Amon, Bucknum/Hutcherson) con GT40 en 5-6-8: Essex, Filipinetti y Ford-France (Revson/Scott, Spoerry/Sutcliffe, Ligier/Grossman). Siffert/Davis lideraban un tren de Porsche en el séptimo lugar y el Ferrari más cercano era el Bandini/Guichet P3 que cojeaba en el duodécimo lugar. Ford les dijo a sus autos que bajaran a vueltas de 4 minutos, pero Gurney y Miles siguieron corriendo por el liderato.

### Mañana
Lo que podría haber sido una procesión fue todo menos para Ford. A las 8 a. m., una parada en boxes para el Filipinetti Ford en quinto lugar derramó gasolina sobre un neumático trasero. En su vuelta de salida, Spoerry perdió tracción y giró hacia los Esses destrozando el coche. Los autos Ford-France y Essex ya se habían retirado por problemas con el motor durante la noche.
A las 9 de la mañana, el coche de Gurney / Grant, que había estado luchando por el liderato con Miles & Hulme (en contra de las estrictas órdenes del equipo), se retiró de la primera posición cuando el coche se rompió la junta. Eso dejó a Ford con solo tres Mk II restantes (aunque con 1-2-3) ya que todos los GT40 también se habían retirado. Los Porsche ahora ocuparon los siguientes cinco lugares y los dos Ferrari GT fueron noveno y décimo perseguidos por los Alpines.

### Meta y post-carrera
Con el campo cubierto, fue ahora que Leo Beebe, director de carreras de Ford, se las arregló para organizar un empate al hacer que sus dos autos líderes cruzaran la línea simultáneamente. El ACO le dijo que esto no sería posible - dada la formación de salida escalonada, el auto # 2 habría recorrido 20 metros más y, por lo tanto, sería el ganador de la carrera. Pero Beebe siguió adelante con su plan de todos modos.
En la última parada en boxes, los Mark II todavía estaban al frente. Miles / Hulme iban en cabeza, seguidos por McLaren / Amon en la misma vuelta. El coche dorado de Bucknum / Hutcherson fue tercero, pero doce vueltas atrás. Se le dijo a Miles que se relajara para permitir que McLaren lo alcanzara. Justo antes de las 4 de la tarde, empezó a lloviznar de nuevo. Al final resultó que el coche # 2 de McLaren cruzó la línea de meta un poco más adelante y fue declarado ganador. Se rumoreaba que Miles, molesto por las órdenes del equipo, despegó para permitir que McLaren terminara un largo por delante.
En su última parada en boxes, el Porsche 7.º clasificado de Peter Gregg y Sten Axelsson fue detenido por problemas de motor. Gregg estacionó el auto esperando la última vuelta, pero a las 3.50 p. m. no pudo reiniciarlo y se perdió la llegada en formación. Los otros Porsche llegaron del cuarto al séptimo lugar liderados por Siffert / Davis, quien también reclamó el Índice de Desempeño. El coche Stommelen/Klass en séptimo lugar fue el primer y único coche deportivo en terminar. Finalmente, el nuevo 911 GT funcionó bien y terminó 14.º, comenzando un largo historial de éxitos.
Cuatro Alpines terminaron este año, 9-11-12-13, con el de Delageneste/Cheinisse del Ecurie Savin-Calberson ganando el Índice de Eficiencia Térmica. El finalista final fue el pequeño Mini Marcos. Anteriormente objeto de risa, se había convertido en un favorito de la multitud corriendo como un reloj. Mientras un coche tras otro se metía en problemas y se salía, el pequeño Marcos, para entonces apodado 'la puce bleue' (la pulga azul) siguió llorando. A pesar de terminar 26 vueltas por detrás del resto del pelotón. El coche finalmente llegó a casa en un increíble puesto 15 en la general.
Ford había necesitado tres intentos para ganar Indianápolis y el Campeonato de NASCAR, y ahora agregó las 24 Horas de Le Mans. Chrysler ingresó por primera vez en 1925 y, después de 41 años, fue la primera victoria para un automóvil estadounidense. El comunicado de prensa oficial de Ford erróneamente fechado el 5/7/1966 (posiblemente al estilo estadounidense: 5 de julio de 1966), afirma::

Los coches de McLaren-Amon y Miles-Hulme estaban corriendo unos segundos entre sí cuando la carrera se acercaba a su fin, con el coche de Bucknum-Hutcherson como seguro. Se tomó una decisión en los boxes de Ford para que los autos terminaran uno al lado del otro en lo que con suerte se consideraría un empate. Los tres autos pasaron la meta en formación, pero cualquier posibilidad de empate desapareció cuando los oficiales descubrieron una regla de que, en caso de empate, el auto que había comenzado más abajo en la parrilla había recorrido la distancia mayor. Dado que McLaren y Amon habían comenzado a 60 pies detrás de Miles y Hulme, fueron declarados ganadores. Ambos neozelandesesque ahora residen en Inglaterra, fue la victoria más importante hasta ahora para los dos jóvenes. McLaren, que construye su propia Fórmula y autos deportivos, tiene 28 años. Amon 22, es el ganador más joven en la historia del evento. Fue un rendimiento récord, ya que el auto ganador cubrió más millas (3,009.3) a una velocidad más rápida (125.38 mph) que cualquier entrada anterior. Demostró que los motores de producción podían competir con los motores de carreras y que un automóvil fabricado en Estados Unidos podía superar a los mejores de Europa.

La decisión del equipo Ford fue una gran decepción para Ken Miles, quien aspiraba a la 'Triple Corona de Endurance Racing' —ganar Daytona-Sebring-Le Mans— como recompensa por su inversión en el desarrollo del GT40. "Estoy decepcionado, por supuesto, pero ¿qué vas a hacer al respecto?" Beebe también admitió más tarde que se había enojado con Miles corriendo con Gurney, ignorando las órdenes del equipo al poner en riesgo la resistencia de los autos. Dos meses después, Ken Miles murió en Riverside mientras probaba el Ford GT40 J-Car de próxima generación, que se convirtió en el MkIV que ganó Le Mans en 1967.
En una carrera de desgaste, fue una suerte que los grandes equipos trajeron tanta cantidad: solo 3 de los 13 Ford terminaron y solo los dos GT terminaron de los 14 Ferrari inscritos. Por el contrario, 5 de los 7 Porsche terminaron (incluido su 911 en la clase GT) al igual que cuatro de los seis Alpines, mostrando una confiabilidad mucho mejor. Fue la primera vez que se superó la marca de 3000 millas / 125 mph.
Con el amargo fracaso del 330 P3 de Ferrari reflejando el fallo de los prototipos de Ford el año anterior (y con la sal frotada en la herida con el acabado de formación de Ford), la "Guerra Ford-Ferrari" pasó a su fase culminante. Los resultados de Le Mans impulsaron a Ford sobre Ferrari en el Campeonato de Fabricantes de 1966. La respuesta de Ford a la próxima arma de Ferrari, el 330 P4, se retrasó por problemas de desarrollo, lo que le dio a Ferrari una revancha con los Mk II que tanto los dominó en Le Mans, en las 24 Horas de Daytona de 1967. Después de que un lote defectuoso de ejes de transmisión hundiera el esfuerzo de Ford, Ferrari terminó con un 1-2-3 con sus nuevos P4 y le devolvió el favor de la formación de la victoria de Ford en las 12 Horas de Sebring, donde ganó en su primera salida. Se produjeron y prepararon tres ejemplares más para las 24 Horas de Le Mans, mientras que las esperanzas de campeonato de Ford descansaban en los GT40 más antiguos y los nuevos Mirages derivados del GT40 para ganar puntos en las carreras intermedias. Después de una demostración decepcionante en Monza, una controvertida negación de puntos de campeonato por una victoria de Mirage en el evento de Spa, Ford vio una oportunidad limitada para tomar el título de constructores nuevamente y en su lugar se concentró en un último hurra en Le Mans, donde el líder Mark IV, condujo de Dan Gurney y AJ Foyt, ganó cómodamente. Ferrari se llevó el título de constructores en 1967, superando a Porsche por dos puntos.
La guerra Ford-Ferrari terminó con las nuevas reglas de 1968 que eliminaron a los P4 y Mark IV de la elegibilidad para la clase de Prototipos deportivos con un límite de capacidad del motor de 3 litros. Los GT40 cumplieron con el requisito de producción y el límite de 5 litros para la homologación en la nueva clase del Grupo 4. Ferrari encontró abrumador el requisito de producción para homologar el P4 en el Grupo 4 y se retiró de la competencia en las clases de carreras deportivas. Ni Ford ni Ferrari presentaron un equipo de fábrica para el Campeonato de Constructores ese año; sin embargo, el equipo de John Wyer que maneja los GT40 del Grupo 4 trajo a casa el título para Ford y en 1969 logró victorias con el GT40 en Sebring y Le Mans. Cuando Ferrari pudo ingresar a un automóvil homologado para 1970, la clase en la que compitió estaba dominada por el Porsche 917.
Varios coches de la carrera original de 24 horas han sobrevivido y han sido restaurados a su antigua gloria. El Mini Marcos, que complació a la multitud, se corrió en el club, se reunió y se subió a una colina, se registró la carretera dos veces y se repintó cinco veces solo para ser robado en la noche del 30 de octubre de 1975 de debajo de un piso en París. Tres días antes, el jefe de Marcos, Harold Dermott, había hecho un trato para comprar el automóvil con la intención de restaurarlo y exhibirlo en un museo. Varias personas buscaron el automóvil desde entonces, pero el holandés Jeroen Booij lo encontró en diciembre de 2016 en Portugal.

## Legado en la cultura popular

### Go Like Hell
La carrera se convirtió en el tema de un libro de 2009, que detalla la carrera y la famosa rivalidad de fondo entre Enzo Ferrari y Henry Ford II, por A.J. Baime titulado "Go Like Hell", las palabras gritadas por Bruce McLaren a Chris Amon mientras conducían hacia su famosa victoria. Chris Amon fue entrevistado en 2016:

Bruce condujo las primeras temporadas. Recuerdo que estaba húmedo y corríamos con neumáticos Firestone intermedios ya 210-220 mph [355 kmh] en la recta de Mulsanne Straight, los neumáticos perdían la banda de rodadura. Tomé el relevo de Bruce y él habló con Firestone y ellos generosamente dijeron que podíamos cambiarnos a los Goodyears que estaban usando los otros GT40. Bruce me dijo que teníamos que sacar las puertas de la cosa, así que lo hicimos. Había un poco de historia en eso. Ambos habíamos conducido los dos primeros autos de 7.0 litros en Le Mans el año anterior: Bruce con Ken Miles y yo con Phil Hill. Se nos advirtió que tuviéramos cuidado con la caja de cambios, ya que eran nuevas y no probadas, y ambos autos se retiraron con fallas en la caja de cambios. Como resultado, cuando fui a Daytona durante las 24 horas, junto con Bruce, le sugerí a Bruce que estableciéramos un ritmo bastante conservador para la carrera. y aunque podríamos quedarnos sin los tres primeros en las primeras etapas, podríamos ser los únicos allí al final. Terminamos quintos. Para Le Mans, decidimos marcar nuestro ritmo. Esta estrategia se vino abajo cuando nuestros neumáticos empezaron a perder huellas al principio de la carrera y perdimos un tiempo considerable. Cuando me llamaron para cambiar las llantas, creo que la frustración de Bruce había llegado al punto de ebullición, asomó la cabeza por la puerta del auto y dijo '¡Ve como el infierno! la línea juntos, pero en la práctica, no era posible tener un empate. No estábamos seguros de quién había ganado inicialmente".

 Los rumores de una adaptación cinematográfica del libro, un éxito de ventas de Amazon, circularon de 2013 a 2015. El libro obtuvo una calificación de "4.5 estrellas" por el sitio web de reseñas de libros GoodReads.com.

### The 24 Hour War
Una película documental de 2016, producida y dirigida por los estadounidenses Nate Adams y el comediante Adam Carolla, presenta la rivalidad de Le Mans entre Ferrari y Ford. La producción fue bien recibida por la crítica, alcanzando una calificación de "100%" en el sitio web Rotten Tomatoes.

En 1966, Ford ganó las 24 Horas de Le Mans por primera vez. Al año siguiente, volvieron a ganar. Al año siguiente, ganaron por tercera vez. Y en 1969, un cuarto.

Ese logro fue posiblemente el más grande en la historia de la compañía. Llegó después de años de lucha, más de unos pocos fracasos públicos y suficiente dinero en efectivo quemado para reflotar el Titanic. El programa de Ford en Le Mans de los años sesenta fue el resultado de una disputa entre Henry Ford II y Enzo Ferrari: Ford había intentado comprar Ferrari (la compañía), solo para que Enzo cerrara la venta en el último minuto. Ford, el hombre, prometió desquitarse y apuntó sus considerables recursos al récord de Ferrari en Le Mans. La senda de guerra resultante empleó a todos, desde Bruce McLaren hasta Carroll Shelby y la leyenda de Indy 500 A. J. Foyt, poniendo fin a la ininterrumpida racha ganadora de cinco años de Ferrari en La Sarthe.

En conjunto, las victorias de Ford fueron uno de los innumerables momentos brillantes en una década dorada tanto para el automovilismo como para la cultura en general. Esa primera victoria apareció en las portadas de los periódicos europeos y, de hecho, ayudó a vender coches nuevos. Ferrari nunca volvió a ganar Le Mans, pero Ford no volvería hasta 2016. Cuando Dearborn ganó el año pasado, el mundo no se volvió loco. Pero eso tiene sentido: tanto Le Mans como el automovilismo internacional son diferentes ahora, más dóciles y menos crudos. También lo es el automóvil en sí. Las carreras ya no son un pasatiempo brutalmente peligroso o el tipo de cosas que ponen a países enteros al borde de sus asientos. Y, sobre todo, en 2016, no hay Henry the Deuce, sin rencor que altere el mundo, sin Enzo, sin Carroll. La guerra Ford-Ferrari giró en torno a cómo estos hombres operaban y pensaban, y convirtieron esa historia en lo que era ". Sam Smith, 'La guerra de 24 horas' de Adam Carolla es una película de automóviles de Car People que no es solo para personas de automóviles, Road and Track, 18 de enero de 2017.

### Ford v Ferrari
Ford v Ferrari (conocida como Le Mans '66 en el Reino Unido y otros territorios) es una película de drama deportivo distribuida por 20th Century Fox, basada en la rivalidad entre Ford y Ferrari por el dominio de Le Mans. Dirigida por James Mangold, protagonizada por Matt Damon y Christian Bale en los papeles de Carroll Shelby y Ken Miles, respectivamente. La película se estrenó el 15 de noviembre de 2019.  En la 92.ª edición de los Premios de la Academia, la película recibió cuatro nominaciones, incluyendo Mejor Película y Mejor Mezcla de Sonido, y ganó por Mejor Edición de Sonido y Mejor Montaje.

## Resultados oficiales

### Finalizadores
Los resultados tomados del libro de Quentin Spurring, con licencia oficial de ACO Ganadores de clase están en negrita.
| Pos | Clase  | No           | Equipo                                  | Pilotos                              | Chasis                       | Motor                     | Vueltas |
| --- | ------ | ------------ | --------------------------------------- | ------------------------------------ | ---------------------------- | ------------------------- | ------- |
| 1   | P +5.0 | 2            | Shelby American                         | Bruce McLaren Chris Amon             | Ford GT40 Mk.II              | Ford 7.0L V8              | 360     |
| 2   | P +5.0 | 1            | Shelby American                         | Ken Miles Denny Hulme                | Ford GT40 Mk.II              | Ford 7.0L V8              | 360     |
| 3   | P +5.0 | 5            | Holman & Moody                          | Ronnie Bucknum Dick Hutcherson       | Ford GT40 Mk.II              | Ford 7.0L V8              | 348     |
| 4   | P 2.0  | 30           | Porsche System Engineering              | Jo Siffert Colin Davis               | Porsche 906/6 LH             | Porsche 1991cc F6         | 339     |
| 5   | P 2.0  | 31           | Porsche System Engineering              | Hans Herrmann Herbert Linge          | Porsche 906/6 LH             | Porsche 1991cc F6         | 338     |
| 6   | P 2.0  | 32           | Porsche System Engineering              | Udo Schütz Peter de Klerk            | Porsche 906/6 LH             | Porsche 1991cc F6         | 337     |
| 7   | S 2.0  | 58 (reserva) | Porsche System Engineering              | Günter Klass Rolf Stommelen          | Porsche 906/6 Carrera 6      | Porsche 1991cc F6         | 330     |
| 8   | GT 5.0 | 29           | Maranello Concessionaires               | Piers Courage Roy Pike               | Ferrari 275 GTB Competizione | Ferrari 3.3L V12          | 313     |
| 9   | P 1.3  | 62 (reserva) | Société Automobiles Alpine              | Henri Grandsire Leo Cella            | Alpine A210                  | Renault-Gordini 1296cc S4 | 311     |
| 10  | GT 5.0 | 57 (reserva) | Ecurie Francorchamps                    | Pierre Noblet Claude Dubois          | Ferrari 275 GTB Competizione | Ferrari 3.3L V12          | 310     |
| 11  | P 1.3  | 44           | Ecurie Savin-Calberson                  | Roger Delageneste Jacques Cheinisse  | Alpine A210                  | Renault-Gordini 1296cc S4 | 307     |
| 12  | P 1.3  | 45           | Société Automobiles Alpine              | Robert Bouharde Guy Verrier          | Alpine A210                  | Renault-Gordini 1296cc S4 | 307     |
| 13  | P 1.3  | 46           | Société Automobiles Alpine              | Mauro Bianchi Jean Vinatier          | Alpine A210                  | Renault-Gordini 1296cc S4 | 306     |
| 14  | GT 2.0 | 35           | J. Franc (participante privado)         | "Franc" (Jacques Dewes) Jean Kerguen | Porsche 911S                 | Porsche 1991cc F6         | 284     |
| 15  | P 1.3  | 50           | J-L Marnat & Cie (participante privado) | Jean-Louis Marnat Claude Ballot-Léna | Mini Marcos GT 2+2           | BMC 1287cc S4             | 258     |

### No terminaron
| Pos | Clase  | No           | Equipo                                        | Piloto                                            | Chasis                        | Motor                     | Vueltas | Causa                      |
| --- | ------ | ------------ | --------------------------------------------- | ------------------------------------------------- | ----------------------------- | ------------------------- | ------- | -------------------------- |
| DNF | S 2.0  | 33           | Porsche System Engineering                    | Peter Gregg Sten Axelsson                         | Porsche 906/6 Carrera 6       | Porsche 1991cc F6         | 321     | Motor (24hr)               |
| DNF | P +5.0 | 3            | Shelby American                               | Dan Gurney Jerry Grant                            | Ford GT40 Mk.II               | Ford 7.0L V8              | 257     | Radiador (18hr)            |
| DNF | P 1.3  | 49           | Donald Healey Motor Company                   | Paddy Hopkirk Andrew Hedges                       | Austin-Healey Sprite          | BMC 1293cc S4             | 237     | Junta de culata (21hr)     |
| DNF | S 5.0  | 14           | Scuderia Filipinetti                          | Dieter Spoerry Peter Sutcliffe                    | Ford GT40                     | Ford 4.7L V8              | 233     | Accidente (17hr)           |
| DNF | P 5.0  | 21           | SpA Ferrari SEFAC                             | Lorenzo Bandini Jean Guichet                      | Ferrari 330 P3                | Ferrari 4.0L V12          | 226     | Motor (17hr)               |
| DNF | S 5.0  | 26           | E. Hugus (participante privado)               | Giampiero Biscaldi Prince Michel de Bourbon-Parma | Ferrari 275 GTB Competizione  | Ferrari 3.3L V12          | 218     | Embrague (20hr)            |
| DNF | S 5.0  | 28           | Equipe Nationale Belge                        | Gustave ‘Taf’ Gosselin Eric de Keyn               | Ferrari 250 LM                | Ferrari 3.3L V12          | 218     | Motor (18hr)               |
| DNF | P 1.3  | 47           | Société Automobiles Alpine                    | Berndt Jansson Pauli Toivonen                     | Alpine A210                   | Renault 1296cc S4         | 217     | Caja de cambios (21hr)     |
| DNF | S 5.0  | 59 (reserva) | Essex Wire Corporation                        | Peter Revson Skip Scott                           | Ford GT40                     | Ford 4.7L V8              | 212     | Motor (15hr)               |
| DNF | S 5.0  | 15           | Ford France S.A.                              | Guy Ligier Bob Grossman                           | Ford GT40                     | Ford 4.7L V8              | 205     | Encendido (16hr)           |
| DNF | P 5.0  | 19           | Scuderia Filipinetti                          | Willy Mairesse Herbert Müller                     | Ferrari 365 P2                | Ferrari 4.4L V12          | 166     | Caja de cambios (12hr)     |
| DNF | S 5.0  | 60 (reserva) | Essex Wire Corporation                        | Jochen Neerpasch Jacky Ickx                       | Ford GT40                     | Ford 4.7L V8              | 154     | Motor (11hr)               |
| DNF | P 5.0  | 27           | North American Racing Team                    | Richie Ginther Pedro Rodríguez                    | Ferrari 330 P3 Spyder         | Ferrari 4.0L V12          | 151     | Caja de cambios (11hr)     |
| DNF | P 1.3  | 48           | Donald Healey Motor Company                   | John Rhodes Clive Baker                           | Austin-Healey Sprite Le Mans  | BMC 1293cc S4             | 134     | Embrague (16hr)            |
| DNF | P 5.0  | 17           | Ecurie Francorchamps                          | "Beurlys" (Jean Blaton) Pierre Dumay              | Ferrari 365 P2                | Ferrari 4.4L V12          | 129     | Motor (14hr)               |
| DNF | P 5.0  | 20           | SpA Ferrari SEFAC                             | Ludovico Scarfiotti Mike Parkes                   | Ferrari 330 P3                | Ferrari 4.0L V12          | 123     | Accidente (9hr)            |
| DNF | P 1.15 | 55           | Société Automobiles Alpine                    | André de Cortanze Jean-Pierre Hanrioud            | Alpine A210                   | Renault-Gordini 1005cc S4 | 118     | Bomba de agua (20hr)       |
| DNF | P 2.0  | 41           | Matra Sport                                   | Johnny Servoz-Gavin Jean-Pierre Beltoise          | Matra MS620                   | BRM 1915cc V8             | 112     | Caja de cambios (13hr)     |
| DNF | P +5.0 | 9            | Chaparral Cars                                | Phil Hill Jo Bonnier                              | Chaparral 2D                  | Chevrolet 5.4L V8         | 111     | Electricidad (8hr)         |
| DNF | P +5.0 | 7            | Alan Mann Racing                              | Graham Hill Brian Muir                            | Ford GT40 Mk.II               | Ford 7.0L V8              | 110     | Suspensión delantera (8hr) |
| DNF | P 2.0  | 34           | Auguste Veuillet                              | Robert Buchet Gerhard 'Gerd' Koch                 | Porsche 906/6 Carrera 6       | Porsche 1991cc F6         | 110     | Accidente (9hr)            |
| DNF | P 2.0  | 42           | Matra Sport                                   | Jo Schlesser Alan Rees                            | Matra MS620                   | BRM 1915cc V8             | 100     | Accidente (9hr)            |
| DNF | P +5.0 | 6            | Holman & Moody                                | Mario Andretti Lucien Bianchi                     | Ford GT40 Mk.II               | Ford 7.0L V8              | 97      | Junta de culata (8hr)      |
| DNF | P 1.15 | 53           | Automobiles CD                                | Georges Heligouin Jean ‘Johnny’ Rives             | CD SP66                       | Peugeot 1130cc S4         | 91      | Accidente (9hr)            |
| DNF | P 5.0  | 18           | North American Racing Team                    | Masten Gregory Bob Bondurant                      | Ferrari 365 P2                | Ferrari 4.4L V12          | 88      | Transmission (9hr)         |
| DNF | P 1.15 | 51           | Automobiles CD                                | Claude Laurent Jean-Claude Ogier                  | CD SP66                       | Peugeot 1130cc S4         | 54      | Accidente (6hr)            |
| DNF | P 1.3  | 54           | North American Racing Team                    | François Pasquier Robert Mieusset                 | ASA GT RB-613                 | ASA 1290cc S4             | 50      | Accidente (6hr)            |
| DNF | P 5.0  | 24           | Scuderia San Marco                            | Jean-Claude Sauer Jean de Mortemart               | Serenissima Spyder            | Serenissima 3.5L V8       | 40      | Caja de cambios (5hr)      |
| DSQ | P +5.0 | 11           | Prototipi Bizzarrini                          | Sam Posey Massimo Natili                          | Bizzarrini P538 Super America | Chevrolet 5.4L V8         | 39      | Violación de boxes (5hr)   |
| DNF | P 2.0  | 43           | Matra Sport                                   | Jean-Pierre Jaussaud Henri Pescarolo              | Matra MS620                   | BRM 1915cc V8             | 38      | Bomba de aceite (8hr)      |
| DNF | P 5.0  | 16           | Maranello Concessionaires                     | Richard Attwood David Piper                       | Ferrari 365 P2                | Ferrari 4.4L V12          | 33      | Bomba de agua (8hr)        |
| DNF | P 1.3  | 61 (reserva) | Autocostruzione Societa per Azione            | Ignazio Giunti Spartaco Dini                      | ASA GT RB-613                 | ASA 1290cc S4             | 31      | Transmisión (8hr)          |
| DNF | P +5.0 | 8            | Alan Mann Racing                              | Sir John Whitmore Frank Gardner                   | Ford GT40 Mk.II               | Ford 7.0L V8              | 31      | Embrague (6hr)             |
| DNF | P 1.15 | 52           | Automobiles CD                                | Pierre Lelong Alain Bertaut                       | CD SP66                       | Peugeot 1130cc S4         | 19      | Embrague (6hr)             |
| DNF | P 2.0  | 36           | Maranello Concessionaires                     | Mike Salmon David Hobbs                           | Dino 206 S                    | Ferrari 1986cc V6         | 14      | Eje trasero (3hr)          |
| DNF | P +5.0 | 4            | Holman & Moody                                | Mark Donohue Paul Hawkins                         | Ford GT40 Mk.II               | Ford 7.0L V8              | 12      | Diferencial (5hr)          |
| DNF | P 2.0  | 38           | North American Racing Team                    | Charlie Kolb George Follmer                       | Dino 206 S                    | Ferrari 1986cc V6         | 9       | Motor (3hr)                |
| DNF | P +5.0 | 10           | Prototipi Bizzarrini                          | Edgar Berney André Wicky                          | Bizzarrini P538 Sport         | Chevrolet 5.4L V8         | 8       | Brazo de dirección (3hr)   |
| DNF | S 5.0  | 12           | Comstock Racing F.R. English Ltd              | Jochen Rindt Innes Ireland                        | Ford GT40                     | Ford 4.7L V8              | 8       | Motor (3hr)                |
| DNF | P 2.0  | 25           | Scuderia San Marco North American Racing Team | Nino Vaccarella Mario Casoni                      | Dino 206 S                    | Ferrari 1986cc V6         | 7       | Fuga de agua (3hr)         |

### No tomaron la partida
| Pos | Clase  | No           | Equipo                         | Pilotos                                   | Chasis                | Motor                     | Causa                 |
| --- | ------ | ------------ | ------------------------------ | ----------------------------------------- | --------------------- | ------------------------- | --------------------- |
| DNS | P 1.15 | 56           | Société Automobiles Alpine     | Henri Grandsire André de Cortanze         | Alpine A110 M64       | Renault-Gordini 1005cc S4 | No empezó             |
| DNS | S 5.0  | 63 (reserva) | Scuderia Bear                  | Dick Holqvist M.R. Wylie                  | Ford GT40             | Ford 4.7L V8              | Accidente en práctica |
| DNA | P 5.0  | 22           | SpA Ferrari SEFAC              | Giancarlo Baghetti Umberto Maglioli       | Ferrari 330 P3        | Ferrari 4.0L V12          | No llegó              |
| DNA | P 5.0  | 23           | Scuderia San Marco             | Louis Corbero                             | Serenissima Spyder    | Serenissima 3.5L V8       | No llegó              |
| DNA | P 2.0  | 37           | SpA Ferrari SEFAC              | Giampiero Biscaldi Mario Casoni           | Dino 206 S            | Ferrari 1986cc V6         | No llegó              |
| DNA | P 2.0  | 39           | P.Dumay (participante privado) | Pierre Dumay Gustave ‘Taf’ Gosselin       | Dino 206 S            | Ferrari 1986cc V6         | No llegó              |
| DNA | GT 1.6 | 44           | Equipe Nationale Belge         | Georges Harris Gerhard Langlois van Ophem | Alfa Romeo Giulia TZ2 | Alfa Romeo 1570cc S4      | No llegó              |

### Ganadores por clase
| Clas           | Ganadores de prototipos | Ganadores de prototipos | Clase       | Ganadores deportivos | Ganadores deportivos | Clase              | Ganadores de GT                  | Ganadores de GT   |
| -------------- | ----------------------- | ----------------------- | ----------- | -------------------- | -------------------- | ------------------ | -------------------------------- | ----------------- |
| Prototipo 5000 | #1 Ford GT40 Mk.II      | Hulme / Miles *         | Sports 5000 | -                    | -                    | Grand Touring 5000 | sin participantes                | sin participantes |
| Prototipo 5000 | sin finalistas          | sin finalistas          | Sports 5000 | sin finalistas       | sin finalistas       | Grand Touring 5000 | sin participantes                | sin participantes |
| Prototipo 4000 | sin finalistas          | sin finalistas          | Sports 4000 | sin finalistas       | sin finalistas       | Grand Touring 4000 | #29 Ferrari 275 GTB Competizione | Courage / Pike    |
| Prototipo 3000 | sin finalistas          | sin finalistas          | Sports 3000 | sin finalistas       | sin finalistas       | Grand Touring 3000 | sin participantes                | sin participantes |
| Prototipo 2000 | #30 Porsche 906/6 LH    | Siffert / Davis *       | Sports 2000 | #58 Porsche 906/6    | Stommelen / Klass *  | Grand Touring 2000 | #35 Porsche 911 S                | "Franc" / Kerguen |
| Prototipo 1600 | sin participantes       | sin participantes       | Sports 1600 | sin participantes    | sin participantes    | Grand Touring 1600 | sin participantes                | sin participantes |
| Prototipo 1300 | #62 Alpine A210 M64     | Grandsire / Cella *     | Sports 1300 | sin participantes    | sin participantes    | Grand Touring 1300 | sin participantes                | sin participantes |
| Prototipo 1150 | sin participantes       | sin participantes       | Sports 1150 | sin participantes    | sin participantes    | Grand Touring 1150 | sin participantes                | sin participantes |

- Nota: fijando un nuevo Récord de Distancia.

### Índice de eficiencia térmica
| Pos | Clase  | No | Equipo                     | Pilotos                             | Chasis           | Puntaje |
| --- | ------ | -- | -------------------------- | ----------------------------------- | ---------------- | ------- |
| 1   | P 1.3  | 44 | Ecurie Savin-Calberson     | Roger Delageneste Jacques Cheinisse | Alpine A210      | 1.35    |
| 2   | P 1.3  | 46 | Société Automobiles Alpine | Mauro Bianchi Jean Vinatier         | Alpine A210      | 1.33    |
| 3=  | P 1.3  | 45 | Société Automobiles Alpine | Robert Bouharde Guy Verrier         | Alpine A210      | 1.32    |
| 3=  | P +5.0 | 1  | Shelby American            | Ken Miles Denny Hulme               | Ford GT40 Mk.II  | 1.32    |
| 5   | P 1.3  | 62 | Société Automobiles Alpine | Henri Grandsire Leo Cella           | Alpine A210      | 1.30    |
| 6   | P +5.0 | 2  | Shelby American            | Bruce McLaren Chris Amon            | Ford GT40 Mk.II  | 1.24    |
| 7   | P +5.0 | 5  | Holman & Moody             | Ronnie Bucknum Dick Hutcherson      | Ford GT40 Mk.II  | 1.14    |
| 8   | P 2.0  | 30 | Porsche System Engineering | Jo Siffert Colin Davis              | Porsche 906/6 LH | 1.09    |
| 9   | P 2.0  | 31 | Porsche System Engineering | Hans Herrmann Herbert Linge         | Porsche 906/6 LH | 1.04    |
| 10  | P 2.0  | 32 | Porsche System Engineering | Udo Schütz Peter de Klerk           | Porsche 906/6 LH | 1.03    |

- Nota: Sólo las primeras diez posiciones se incluyen en esta tabla de posiciones.

### Índice de rendimiento
Tomado del libro de Moity.
| Pos | Clase  | No | Equipo                     | Pilotos                             | Chasis                  | Puntaje |
| --- | ------ | -- | -------------------------- | ----------------------------------- | ----------------------- | ------- |
| 1   | P 2.0  | 30 | Porsche System Engineering | Jo Siffert Colin Davis              | Porsche 906/6 LH        | 1.263   |
| 2   | P 2.0  | 31 | Porsche System Engineering | Hans Herrmann Herbert Linge         | Porsche 906/6 LH        | 1.259   |
| 3   | P 1.3  | 62 | Société Automobiles Alpine | Henri Grandsire Leo Cella           | Alpine A210             | 1.258   |
| 4   | P 2.0  | 32 | Porsche System Engineering | Udo Schütz Peter de Klerk           | Porsche 906/6 LH        | 1.256   |
| 5   | P 1.3  | 45 | Société Automobiles Alpine | Robert Bouharde Guy Verrier         | Alpine A210             | 1.240   |
| 6   | P 1.3  | 44 | Ecurie Savin-Calberson     | Roger Delageneste Jacques Cheinisse | Alpine A210             | 1.239   |
| 7   | P 1.3  | 46 | Société Automobiles Alpine | Mauro Bianchi Jean Vinatier         | Alpine A210             | 1.235   |
| 8   | S 2.0  | 58 | Porsche System Engineering | Günter Klass Rolf Stommelen         | Porsche 906/6 Carrera 6 | 1.230   |
| 9=  | P +5.0 | 1  | Shelby American            | Ken Miles Denny Hulme               | Ford GT40 Mk.II         | 1.204   |
| 9=  | P +5.0 | 2  | Shelby American            | Bruce McLaren Chris Amon            | Ford GT40 Mk.II         | 1.204   |

- Nota: Solo las diez primeras posiciones están incluidas en este conjunto de clasificaciones. Un puntaje de 1.00 significa alcanzar la distancia mínima para el automóvil y un puntaje más alto excede la distancia objetivo nominal.

### Estadísticas
Tomado del libro de Quentin Spurring, con licencia oficial de ACO
- Vuelta más rápida en la práctica: D.Gurney, #3 Ford GT40 Mk II – 3:30.6secs; 230,1 km/h (143 mph)
- Vuelta más rápida: D.Gurney, #3 Ford GT40 Mk II – 3:30.6secs; 230,1 km/h (143 mph)
- Distancia: 4843,09 km (3009,4 mi)
- Velocidad media del ganador: 201,8 km/h (125,4 mph)
- Asistencia: 350 000[63]

### Posiciones del Challenge Mondial de Vitesse et Endurance
Calculado después de Le Mans, Ronda 4 de 4
| Pos | Fabricante | Puntos |
| --- | ---------- | ------ |
| 1   | Ford       | 20     |
| 2   | Porsche    | 18     |
| 3   | Ferrari    | 14     |
| 4   | Chaparral  | 9      |
| 5   | Alfa Romeo | 3      |
| 6   | Alpine     | 1      |